# Johan Klein Haneveld
Johan Klein Haneveld (Nijmegen, 29 juli 1976) is een Nederlands schrijver.

## Romans
Neptunus, zijn debuutroman, werd uitgegeven in 2001 bij Uitgeverij Voorhoeve (in 2013 opnieuw uitgegeven). Dit sciencefictionverhaal speelt zich af in het jaar 2143. De eerste bemande missie naar de planeet Neptunus dreigt onderweg gesaboteerd te worden. Rechercheur Carl Lindsey gaat undercover mee om een aanslag te verijdelen. Een van de hoofdrolspelers heeft, net als Klein Haneveld zelf, een christelijke geloofsovertuiging.
In 2002 verscheen bij dezelfde uitgever Het wrak, uitgegeven als geschenk tijdens de Maand van het Spannende Boek, vanuit een groep christelijke uitgevers. De hoofdpersoon raakt bij het duiken naar een wrak betrokken in een complot. Het wrak blijkt een geheim te verbergen waardoor zijn leven op het spel komt te staan.
In 2013 verscheen de opvolger van Neptunus: De Derde Macht. Hierin is de hoofdpersoon Hal Denbris, een van de astronauten uit Neptunus. Hij gaat op zoek naar zijn vriend die in een ravijn op de planeet Mars is verdwenen. Daarvoor roept hij de hulp in van een excentrieke rechercheur en sluit hij zich aan bij een biologische expeditie.
In 2016 verscheen De Krakenvorst, boek 1: Keruga, zijn eerste fantasyroman. Hierin worden drie jonge mensen gevolgd die te maken krijgen met een conflict tussen de zogenoemde 'oude rassen' in het land Kartaalmon. Het tweede deel van dit tweeluik De Krakenvorst, boek 2: Kartaalmon kwam uit in november 2017.
In mei 2017 verscheen Conquistador, een verzameling van SF-verhalen, die zich in dezelfde toekomst afspelen van de komende eeuw tot het einde van de tijd.
Klein Hanevelds korte verhalen verschenen onder andere in de bundels uit de Ganymedes-serie en in de tijdschriften Fantastische Vertellingen, SF-Terra en Flying Dutch.

## Non-fictie
In 2010 verscheen het eerste non-fictie boek van de auteur: Indrukwekkende vrijheid. In dit boek betoogt hij dat het Gods bedoeling is dat mensen vrijheid zouden ervaren, maar dat de manier waarop veel christenen met hun geloof omgaan dit in de weg staat.
In 2015 verscheen De loser die wint..., zijn tweede non-fictie boek. Dit studieboek heeft als thema's de menselijke zwakheid en hoe niet alleen mensen, maar de hele wereld betekenis krijgen door het verhaal dat God over ze vertelt.
Johan Klein Haneveld schreef regelmatig artikelen voor christelijke tijdschriften Bode en Bodem en heeft verscheidene bijdragen geleverd aan christelijke dagboeken voor jongeren.

## Prijzen
In 2015 won hij de Trek Sagae-award met zijn SF-verhaal Valstrik. In de Fantastels-wedstrijd van 2016 bereikte hij de derde plek met zijn verhaal De droom. In februari 2017 verdiende zijn verhaal De man van mijn dromen de derde prijs bij de verhalenwedstrijd voor romantische verhalen van het Valentijngenootschap.

## Persoonlijk
Johan Klein Haneveld woont in Delft en is gehuwd. Reeds op jonge leeftijd hield Klein Haneveld zich bezig met het schrijven en vertellen van verhalen. Daarnaast ontwikkelde hij onder meer de hobby's aquariumhouden en duiken. In 1999 studeerde Klein Haneveld af in de Biomedische Wetenschappen aan de Universiteit Leiden. Hij groeide op in de Vergadering van gelovigen en zijn grootvader was in dit kerkgenootschap een bekend man. Tegenwoordig is hij niet kerkelijk actief. Klein Haneveld werkt als eindredacteur bij het Tijdschrift voor Diergeneeskunde in Houten.

### Romans en verhalenbundels
- Neptunus (2001, 2013)
- Het wrak (2002)
- De derde macht (2013)
- De Krakenvorst, boek 1: Keruga (2016)
- Conquistador (2017)
- De Krakenvorst, boek 2: Kartaalmon (2017)
- Het teken in de lucht (2018)
- Acmala (2018)
- De afvallige ster (2018)
- De gevonden wereld (2019)
- Plastic vriend (2019)
- IJsbrekers (2019)
- De quantumdetectives (met Theo Barkel, 2019)
- Conquistador Extended (2020)
- Ruisreizigers (2020)
- Hoeder van de vulkaan (2020)
- Scherven vol ogen (2021)
- De mens een sprinkhaan (2021)
- Het denkende woud (2021)
- De groene toren (2021)

### Korte verhalen
- Ganymedes-15 (2015, kort verhaal: 'Laatste klus')
- Ganymedes-16 (2016, kort verhaal: 'Tot de laatste man')
- De mens van 2050 (2017, korte verhalen: 'Rakker' en 'Het huis op de heuvel')
- Ganymedes-17 (2017, kort verhaal: 'Thuisreis')
- Rouw om mij. Een treurlied voor de wereld (2017, kort verhaal: 'De wachtende vrouw')
- Edge.ZERO 2016 (2017, kort verhaal: 'De ijzeren vrucht')
- Bergs Cultuur Festival 2017 - verwoord (2017, kort verhaal: 'Eenwording')
- Wereldbedenkers (2017, kort verhaal: 'Het bezoek van de tovenaar')
- Influisteraar (2017, kort verhaal: 'De ruisreizigers')
- Tenenkrommende verhalen (2018, kort verhaal: 'Slaap der rechtvaardigen')
- Historische verhalen, verzamelbundel II (2018, korte verhalen: 'De dodo en de domineeszoon' en 'De pastoor en de leviathan')
- Achterblijvers (2018, kort verhaal: 'De tuinman')
- Ganymedes-18 (2018, gedicht: 'Versteend')
- Aangenaam (2018, kort verhaal: 'De bevrijder')
- Grijze Klever (2018, kort verhaal: 'Mislukkeling')
- Verhalen Vertellers (2018, kort verhaal: 'Symbiose')
- Lovecraft in de polder (2018, korte verhalen: 'De gele veeg', 'De meester van de delta' en 'Spelavond')
- Historische verhalen, verzamelbundel III (2019, kort verhaal: 'De schone boekanier')
- 28 Blauwe violen (2019, kort verhaal: 'Droomboot')
- Onthullingen (2019, kort verhaal: 'Grafplaneet')
- Rafels (2019, kort verhaal: 'De laatste mens')
- Dreamtime Damsels & Fatal Femmes (2019, kort verhaal: 'Sacrificed to the dragon')
- Edge.ZERO 2018 (2019, kort verhaal: 'De gele veeg')
- 18 Verloren zielen (2019, kort verhaal: 'Het zwarte veld')
- Dansende olifanten op het ijs (2020, kort verhaal: 'Het breukvlak')
- Verhalen Vertellers 2 (2020, korte verhalen 'De schat van Mars', en 'Misrekening')
- Auteurs voor Australië (2020, kort verhaal: 'Een grote sprong voor een analist')
- Ganymedes-20 (2020, kort verhaal: 'De vouw')
- Edge.ZERO 2019 (2020, kort verhaal: 'Kwantumzelf, Inc.')
- Voorbij de storm (2020, kort verhaal: 'Een nieuwe meester')
- Eindtijden in de polder (2020, korte verhalen: 'Het paradijs gevonden' en 'Doggerland')
- Verhalen Vertellers 3 (2020, kort verhaal: 'De man van mijn dromen')
- Ganymedes-21 (2021, kort verhaal: 'Onder de zee')
- Edge.ZERO 2020 (2021, kort verhaal: 'Het paradijs gevonden')
- Sintel 5 (2021, kort verhaal: 'Wedloop')
- Verhalen Vertellers 4 (2021, korte verhalen: 'De Gaten' en 'Kweekvlees' (met Theo Barkel)
- Poe in de polder (2021, kort verhaal: 'Alleen met elkaar')
- Afvalligen (2022, kort verhaal: 'Besmetting')

### Non-fictie boeken
- Indrukwekkende vrijheid (2010)
- De loser die wint... Als God je verhaal vertelt (2015)

### Non-fictie bijdrages
- Hete hangijzers (2009, bijdrage)
- Het boek van de natuur (2011, bijdrage)
- Woestijnvaders: Inspiratie uit de woestijn (2015, bijdrage)